# Anomala flavoguttata
Anomala flavoguttata är en skalbaggsart som beskrevs av Miyake 2000. Anomala flavoguttata ingår i släktet Anomala och familjen Rutelidae. Inga underarter finns listade i Catalogue of Life.